# Lipnice (Polska)
Lipnice – wieś w Polsce położona w województwie łódzkim, w powiecie łowickim, w gminie Kocierzew Południowy, nad rzeką Lutomią.
Wieś duchowna Lipnica położona była w drugiej połowie XVI wieku w powiecie gąbińskim ziemi gostynińskiej województwa rawskiego. Lipnice były wsią klucza kompińskiego arcybiskupów gnieźnieńskich, od 1765 roku wieś gracjalna kapituły kolegiaty łowickiej. W latach 1975–1998 miejscowość administracyjnie należała do województwa skierniewickiego.